# 2010 en handball
| Années du handball : 2007 - 2008 - 2009 - 2010 - 2011 - 2012 - 2013    |
| Décennies du handball : 1980 - 1990 - 2000 - 2010 - 2020 - 2030 - 2040 |

Cet article présente les faits marquants de l'année 2010 en handball.

## Par mois
- du 19 au 31 janvier 2010 : Championnat d'Europe masculin en Autriche (voir ci-dessous).
  - 30 janvier 2010 : demi-finales. La France et la Croatie se sont toutes deux qualifiées pour la finale en s'imposant respectivement 36 à 28 face à l'Islande, vice-championne olympique en titre, et 24 à 21 face à la Pologne.
  - 31 janvier 2010 : finale. La France remporte son troisième grand tournoi consécutif après les JO 2008 et le mondial 2009 grâce à sa victoire 25 à 21 face aux Croates. L'Islande remporte la médaille de bronze en écartant les Polonais 29 à 26. Le tchèque Filip Jicha, meilleur buteur avec 53 buts, est également élu meilleur joueur de la compétition.
- du 7 au 19 décembre 2010 : Championnat d'Europe féminin au Danemark et en Norvège (voir ci-dessous).

## Par compétitions

### Championnat d'Europe masculin
La 8e édition du Championnat d'Europe masculin a eu lieu en Autriche du 19 au 31 janvier 2010
| \| \| France \| \| \| Médaille d'or, Europe \| \| Croatie \| \| \| Médaille d'argent, Europe \| Islande \| \| Médaille d'argent, Europe \| Médaille de bronze, Europe \| | Statistique et récompenses - Meilleur joueur : Filip Jicha, Tchéquie - Meilleur buteur : Filip Jicha, Tchéquie, 53 buts - Meilleur gardien : Sławomir Szmal, Pologne - Meilleur ailier gauche : Manuel Štrlek, Croatie - Meilleur arrière gauche: Filip Jicha, Tchéquie - Meilleur demi-centre : Nikola Karabatic, France - Meilleur pivot : Igor Vori, Croatie - Meilleur arrière droit : Ólafur Stefánsson, Islande - Meilleur ailier droit : Luc Abalo, France - Meilleur défenseur : Jakov Gojun, Croatie |
| | France |
| | Médaille d'or, Europe |
| Croatie | |
| Médaille d'argent, Europe | Islande |
| Médaille d'argent, Europe | Médaille de bronze, Europe |

### Championnat d'Europe féminin
La 8e édition du Championnat d'Europe féminin a eu lieu au Danemark et en Norvège du 7 au 19 décembre 2010.
| \| \| Norvège \| \| \| Médaille d'or, Europe \| \| Suède \| \| \| Médaille d'argent, Europe \| Roumanie \| \| Médaille d'argent, Europe \| Médaille de bronze, Europe \| | Statistique et récompenses - meilleure joueuse : Linnea Torstenson, Suède - meilleure marqueuse : Cristina Neagu, Roumanie, 53 buts - meilleure gardienne : Katrine Lunde Haraldsen, Norvège - meilleure ailière gauche : Mie Augustesen, Danemark - meilleure arrière gauche : Cristina Neagu, Roumanie - meilleure demi-centre : Gro Hammerseng, Norvège - meilleure pivot : Heidi Løke, Norvège - meilleure arrière droite : Maibritt Kviesgaard, Danemark - meilleure ailière droite : Nerea Pena, Espagne - meilleure joueuse en défense : Johanna Wiberg, Suède |
| | Norvège |
| | Médaille d'or, Europe |
| Suède | |
| Médaille d'argent, Europe | Roumanie |
| Médaille d'argent, Europe | Médaille de bronze, Europe |

## Meilleurs handballeurs de l'année 2010
Le 13 janvier 2011, les résultats de l'élection des meilleurs handballeurs de l'année 2010 ont été dévoilés par l'IHF, :
| Rang | Joueuse                 | Nationalité | Club(s)                           | Poste            | Votes |
| ---- | ----------------------- | ----------- | --------------------------------- | ---------------- | ----- |
| 1    | Cristina Neagu          | Roumanie    | CS Oltchim Râmnicu Vâlcea         | Arrière gauche   | 25 %  |
| 2    | Katrine Lunde Haraldsen | Norvège     | Viborg HK, Győri ETO KC           | Gardienne de but | 23 %  |
| 3    | Bojana Popović          | Monténégro  | Viborg HK, Budućnost Podgorica    | Arrière gauche   | 19 %  |
| 4    | Grit Jurack             | Allemagne   | Viborg HK                         | Arrière droite   | 17 %  |
| 5    | Lioudmila Postnova      | Russie      | Lada Togliatti, Zvezda Zvenigorod | Arrière gauche   | 16 %  |

| Rang | Joueur           | Nationalité  | Club(s)         | Poste          | Votes |
| ---- | ---------------- | ------------ | --------------- | -------------- | ----- |
| 1    | Filip Jícha      | Rép. tchèque | THW Kiel        | Arrière gauche | 31 %  |
| 2    | Nikola Karabatic | France       | Montpellier AHB | Demi-centre    | 28 %  |
| 3    | Thierry Omeyer   | France       | THW Kiel        | Gardien de but | 17 %  |
| 4    | Igor Vori        | Croatie      | HSV Hambourg    | Pivot          | 14 %  |
| 5    | Arpad Šterbik    | Espagne      | BM Ciudad Real  | Gardien de but | 10 %  |

## Bilan de la saison 2009-2010 en club

### Coupes d'Europe (clubs)
| Compétition         | Vainqueur           | Finaliste                 | Score   |
| ------------------- | ------------------- | ------------------------- | ------- |
| Ligue des champions | Viborg HK           | CS Oltchim Râmnicu Vâlcea | 49 – 41 |
| Coupe des coupes    | Budućnost Podgorica | KIF Vejen                 | 41 – 36 |
| Coupe de l'EHF      | Randers HK          | Prosalia Elda Prestigio   | 50 – 46 |
| Coupe Challenge     | Buxtehuder SV       | Frisch Auf Göppingen      | 68 – 54 |

| Compétition         | Vainqueur                  | Finaliste            | Score   |
| ------------------- | -------------------------- | -------------------- | ------- |
| Ligue des champions | THW Kiel                   | FC Barcelone         | 36 – 34 |
| Coupe des coupes    | VfL Gummersbach            | BM Granollers        | 67 – 62 |
| Coupe de l'EHF      | TBV Lemgo                  | Kadetten Schaffhouse | 52 – 48 |
| Coupe Challenge     | Sporting Clube de Portugal | MMTS Kwidzyn         | 54 – 51 |

### Compétitions nationales
| Pays         | Champion                | Vainqueur de la Coupe   |
| ------------ | ----------------------- | ----------------------- |
| Angleterre   | Great Dane HC London    | Ruislip Eagles          |
| Allemagne    | THW Kiel                | HSV Hambourg            |
| Autriche     | Bregenz Handball        | UHK Krems               |
| Belgique     | United HC Tongeren      | Initia HC Hasselt       |
| Bosnie-Herz. | RK Bosna Sarajevo       | RK Bosna Sarajevo       |
| Biélorussie  | HC Dinamo Minsk         | HC Dinamo Minsk         |
| Bulgarie     | HK Choumen              | HK Choumen              |
| Croatie      | RK Zagreb               | RK Zagreb               |
| Chypre       | SPE Strovolos Nicosie   | Collège de Chypre       |
| Danemark     | AaB Aalborg Handball    | FC Copenhague Handball  |
| Écosse       | Gracemount Édimbourg HC | Gracemount Édimbourg HC |
| Espagne      | BM Ciudad Real          | FC Barcelone            |
| Estonie      | Põlva Serviti           | Põlva Serviti           |
| Îles Féroé   | HF Neistin Tórshavn     | HF Neistin Tórshavn     |
| Finlande     | Riihimäen Cocks         | Riihimäen Cocks         |
| France       | Montpellier AHB         | Montpellier AHB         |
| Géorgie      | HC GSAU Tbilissi        | -                       |
| Grèce        | PAOK Salonique          | AC Doukas               |
| Hongrie      | Veszprém KSE            | Veszprém KSE            |
| Irlande      | Dublin International HC | Dublin International HC |
| Islande      | Haukar Hafnarfjörður    | Haukar Hafnarfjörður    |
| Israël       | Maccabi Rishon LeZion   | ASA Tel Aviv            |
| Italie       | AS Conversano           | AS Conversano           |
| Kosovo       | KH Kastrioti            | KH Besa Famiglia Pejë   |
| Lettonie     | HK LSPA Riga            | HK LSPA Riga            |
| Lituanie     | HC Klaipėda Dragūnas    | HC Klaipėda Dragūnas    |
| Luxembourg   | HB Esch                 | HC Berchem              |
| Moldavie     | PGU Tiraspol            | HC Olimpus-85 Chișinău  |
| Malte        | Luxol HC                | La Salle HC             |
| Macédoine    | RK Metalurg Skopje      | RK Metalurg Skopje      |
| Monténégro   | RK Budućnost Podgorica  | RK Lovćen Cetinje       |
| Norvège      | Fyllingen Håndball      | Elverum Handball        |
| Pays-Bas     | HV KRAS/Volendam        | HV KRAS/Volendam        |
| Pologne      | KS Kielce               | KS Kielce               |
| Portugal     | FC Porto                | CD Xico Andebol         |
| Roumanie     | HCM Constanta           | CS UCM Reșița           |
| Russie       | Medvedi Tchekhov        | Medvedi Tchekhov        |
| Serbie       | RK Kolubara             | RK Kolubara             |
| Slovénie     | RK Celje                | RK Celje                |
| Suisse       | Kadetten Schaffhouse    | Pfadi Winterthur        |
| Slovaquie    | HT Tatran Prešov        | Tatran Prešov           |
| Suède        | IK Sävehof              | -                       |
| Rép. tchèque | HC Baník Karviná        | HC Dukla Prague         |
| Turquie      | Beşiktaş JK             | Beşiktaş JK             |
| Ukraine      | ZTR Zaporijia           | -                       |

#### Saison 2009-2010 en France
| Compétition           | Vainqueur       | Second                   | Score   |
| --------------------- | --------------- | ------------------------ | ------- |
| Championnat de France | Montpellier AHB | Chambéry Savoie Handball | –       |
| Coupe de France       | Montpellier AHB | Tremblay-en-France       | 33 – 25 |
| Coupe de la Ligue     | Montpellier AHB | Saint-Raphaël VHB        | 37 – 25 |

| Compétition           | Vainqueur            | Second      | Score   |
| --------------------- | -------------------- | ----------- | ------- |
| Championnat de France | Toulon Saint-Cyr VHB | Le Havre AC | 52 – 47 |
| Coupe de France       | Metz Handball        | Le Havre AC | 27 – 23 |
| Coupe de la Ligue     | Metz Handball        | HBC Nîmes   | 21 – 18 |

## Décès
- 23 janvier : / Oleg Velyky
- 25 mars :  Hédi Malek
- 28 mars :  Catherine Pibarot